# Simon Hullihen
Simon Hullihen MD, DDS (10 de dezembro de 1810 – 27 de março de 1857) foi um cirurgião-dentista nascido em Point Township, Condado de Northumberland na Pensilvânia, Estados Unidos. Formou-se em medicina e, em seguida, foi inspirado a buscar uma carreira em cirurgia oral e maxilofacial. Considerado o primeiro cirurgião oral dos Estados Unidos, ajudou a desenvolver muitas técnicas modernas de cirurgia maxilofacial e contribuiu para o estabelecimento da cirurgia buco-maxilo-facial como especialidade cirúrgica.

## Vida
Simon nasceu em uma família de agricultores irlandeses-americanos no Condado de Northumberland, Pensilvânia em 1810. Por volta dos nove anos, ele caiu em um forno de cal e machucou tanto os pés que ficou de cama por dois anos. Foi durante esta experiência, frequentemente tratada por médicos locais, que decidiu seguir a medicina como carreira. Em 1832, obteve seu título de doutor (MD) pela Faculdade de Medicina de Washington, em Baltimore. Também começou sua carreira como instrutor, mas acabou se mudando para Canton, Ohio, para praticar medicina. Ele então se mudou para Pittsburgh, onde conheceu sua esposa Elizabeth, com quem se casou em 1835. Eles planejavam se mudar para Kentucky, porém Simon ficou doente demais para completar a viagem. Em vez disso, se estabeleceram ao longo do caminho em Wheeling, Virgínia Ocidental. Lá ele abriu um consultório dedicado à cirurgia oral, de cabeça e pescoço. Em 1857, com cerca de 46 anos, Hullihen morreu de pneumonia por febre tifóide.

## Carreira
A prática de Hullihen em Wheeling fez com que ele se tornasse conhecido por seu trabalho pioneiro no tratamento de fissura labio-palatina. Hullihen defendia o conceito de que uma fissura labial pode ser reparada em uma criança, mas uma fissura palatina não pode ser reparada até idades posteriores devido à necessidade de um paciente cooperativo. Em 1842, a Faculdade de Odontologia da Universidade de Maryland, anteriormente conhecida como Baltimore College of Dentistry, concedeu um doutorado honorário (DDS) em cirurgia oral a Hullihen. Em 1849, publicou um artigo no American Journal of Dental Science intitulado de "Case of Elongation of the Underjaw and Distortion of the Face and Neck, Caused by a Burn, Successfully Treated", que é o primeiro artigo científico publicado mundialmente sobre a cirurgia ortognática.
Hullihen também fundou o Wheeling Hospital, que estabeleceu a primeira clínica odontológica hospitalar nos Estados Unidos. Durante sua carreira, realizou cerca de 1 100 cirurgias ortognáticas, incluindo a primeira cirurgia de osteotomia mandibular para corrigir um segmento alveolar de protrusão mandibular. Devido às suas conquistas, a Associação Americana de Cirurgiões Orais e Maxilofaciais dedicou sua 55.ª reunião anual à memória de Hullihen.